# Avan (Jörns socken, Västerbotten)
Avan är en sjö i Skellefteå kommun i Västerbotten och ingår i Kågeälvens huvudavrinningsområde. Sjön har en area på 0,0735 kvadratkilometer och ligger 171 meter över havet. Sjön avvattnas av vattendraget Kågeälven.

## Delavrinningsområde
Avan ingår i det delavrinningsområde (722363-171612) som SMHI kallar för Inloppet i Stavaträsket. Medelhöjden är 216 meter över havet och ytan är 2,37 kvadratkilometer. Räknas de 19 avrinningsområdena uppströms in blir den ackumulerade arean 314,95 kvadratkilometer. Avrinningsområdets utflöde Kågeälven mynnar i havet. Avrinningsområdet består mestadels av skog (89 procent). Avrinningsområdet har 0,07 kvadratkilometer vattenytor vilket ger det en sjöprocent på 3,1 procent.